# 保寿镇
保寿镇，是中华人民共和国吉林省长春市榆树市下辖的一个乡镇级行政单位。

## 行政区划
保寿镇下辖以下地区：
保寿村、南山村、靠河村、新合村、大谢村、徐家村、赵家村、跃进村、长青村、团山村、东风村、牛家村、朱达村和红旗村。